# Tuchfabrik Gebr. Pfau

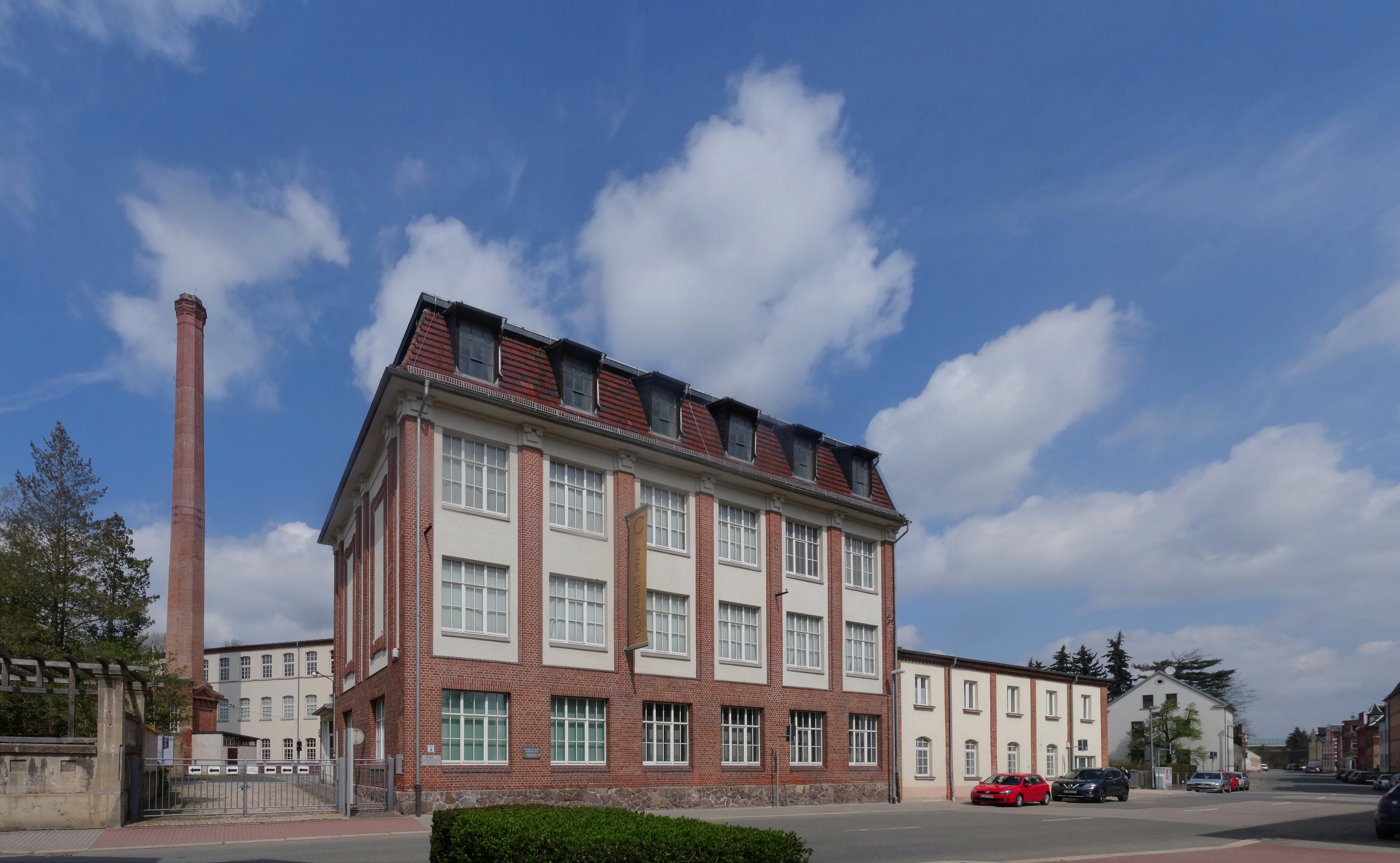
Die originalgetreue historische Tuchfabrik Gebr. Pfau in Crimmitschau

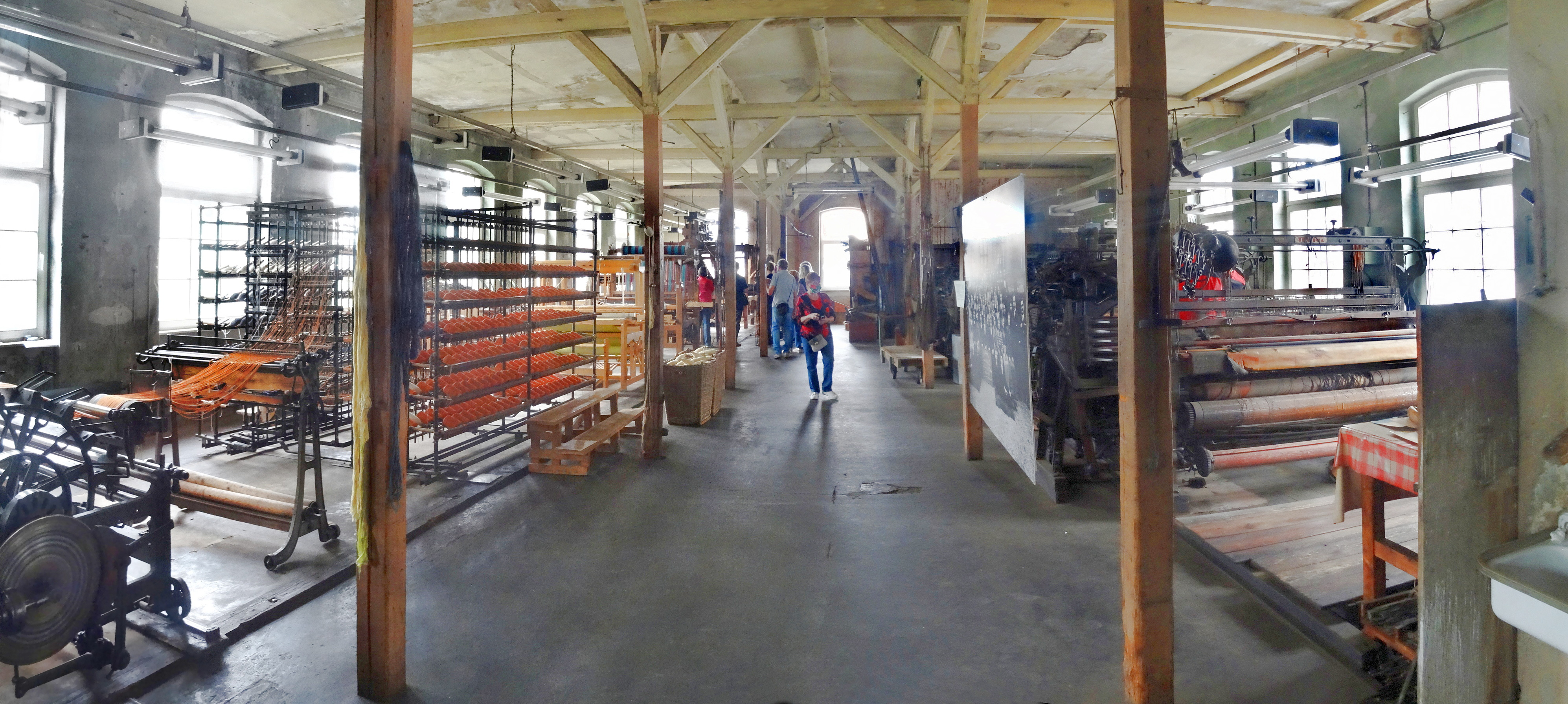
Websaal der Tuchfabrik Gebr. Pfau in Crimmitschau/Westsachsen

Die Tuchfabrik Gebr. Pfau in Crimmitschau ist ein technisches Denkmal, das museal genutzt wird. Sie ist Teil des Zweckverbands Sächsisches Industriemuseum und repräsentiert die sächsische Textilgeschichte. Bis 2012 firmierte das Haus unter der Bezeichnung „Westsächsisches Textilmuseum“. Für Mai 2024 ist die Eröffnung einer Dauerausstellung geplant, die den historischen Maschinen- und Gebäudebestand erstmals in einen größeren Zusammenhang einordnen wird.
In ihrer Größe und Vollständigkeit ist die Pfausche Fabrik in Mitteleuropa praktisch einzigartig. Hier kann man die Herstellung von Tuchen Schritt für Schritt, von der Anlieferung der Rohstoffe (Wolle, Zellwolle und Dederon), deren Mischung, über das Spinnen und Weben bis hin zum fertig verpackten Stoffballen nachvollziehen. Es soll dabei nicht nur die Technikgeschichte gezeigt werden, sondern auch die Arbeits- und Lebensumstände der Textilarbeiter im 20. Jahrhundert.

## Geschichte
1859 gründete Friedrich Pfau in der Leipziger Straße 49 in Crimmitschau eine Handweberei. Um die Kapazitäten zu vergrößern, wurde 1885 eine neue Fabrik an der Ecke Leipziger/Sahntalstraße (heute Leipziger Straße 125) errichtet – ein viergeschossiges Fabrikgebäude mit Kesselhaus und Schornstein. Auf dem Gelände konnten alle Produktionsschritte einer Tuchfabrik stattfinden, die Streichgarne herstellt und verarbeitet. Die Stoffe wurden in den 1890er Jahren weltweit exportiert.
1899 zerstörte ein Brand große Teile der Fabrik. Daher übergab Friedrich Pfau den Betrieb an seine Söhne Otto und Adolph Pfau. Unter dem neuen Firmennamen „Gebr. Pfau“ bauten diese die Fabrik wieder auf. 1903 nahmen auch die Arbeiter der Pfau’schen Tuchfabrik am großen Textilarbeiterstreik teil. Otto Pfau bezog 1907 eine neue repräsentative Villa auf dem Eckgrundstück Leipziger/Sahntalstraße direkt am Gelände der Fabrik. 1910 erfolgte der Bau eines repräsentativen Verwaltungs- und Produktionsgebäudes an der Leipziger Straße. Durch den Zukauf des Betriebsgeländes der benachbarten Spinnerei und Färberei Zeiner & Schumann 1916 verdoppelte sich die Fläche der Tuchfabrik Gebr. Pfau, wo während des Ersten Weltkrieges Militärtuche hergestellt wurden. In der Zeit zwischen 1920 und 1930 wurde die Firma unter Beteiligung anderer Unternehmer erst in eine offene Handelsgesellschaft und dann in eine Kommanditgesellschaft umgewandelt. Das frische Kapital ermöglichte Investitionen in den Maschinenbestand.
1930 wurde die Firma wieder Familienunternehmen mit Werner Pfau, dem Sohn von Adolph Pfau, als Technischem Leiter und Geschäftsführer. Ab 1939 wurde die Produktion von Militärtuchen in Folge des Zweiten Weltkrieges ausgeweitet, was gleichzeitig zur Modernisierung des Maschinenbestands führte. Mit Ende des Krieges, der Besetzung Crimmitschaus durch die Alliierten und einem Halt der Fertigung konnte die Produktion im Juni 1945, vorrangig für Reparationslieferungen an die Sowjetunion, wieder aufgenommen werden.
Ab 1947 wurden auch wieder für den heimischen Bedarf Tuche für die Herren- und Damenoberbekleidung, wie Mantel- und Anzugstoffe sowie Kostüm- und Rockstoffe, hergestellt. Ab 1957 musste der Betrieb eine staatliche Beteiligung akzeptieren. Ein großer Teil der Produktion wurde nun für das westliche Ausland gefertigt. In den 1960ern wurde der Maschinenbestand modernisiert. 1972 wurden nahezu alle Betriebe mit staatlicher Beteiligung in Volkseigentum übergeführt, wodurch sich der Name änderte – von Gebr. Pfau KG zu VEB Modetuche. Schließlich vereinte man 1976 sieben Crimmitschauer Textilfabriken, darunter auch den VEB Modetuche, zum Werk 7 des VEB Volltuchwerke Crimmitschau. Dieser stellte nun vor allem Mischgewebe her und neben den klassischen Streichgarntuchen für die Oberbekleidung auch Jeansstoffe und Tapisseriewaren. In den Folgejahren standen kaum noch Mittel für Investitionen zur Verfügung, was im Zuge der politischen und wirtschaftlichen Wende 1989/1990 zu Schwierigkeiten führte.
1990 wurde die Produktion auf dem Fabrikgelände endgültig eingestellt und das gesamte Fabrikensemble inklusive der Maschinenbestände unter Denkmalschutz gestellt. Gleichzeitig begannen erste Planungen für ein Museum zur Textilindustriegeschichte. Mit der Gründung des Fördervereins Westsächsisches Textilmuseum Crimmitschau e. V. 1993 starteten die Arbeiten zum Aufbau eines Museums. 1995 erwarb die Stadt Crimmitschau das Gelände, so dass ein Jahr später mit ersten Sanierungsarbeiten begonnen werden konnte. Mit dem Beitritt zum neu gegründeten Zweckverband Sächsisches Industriemuseum ging die Entwicklung zum Museum in die nächste Stufe, als 1999 das erste hauptamtliche Personal eingestellt und regelmäßige Veranstaltungen angeboten wurden. Trotz eines Architektur-Ideenwettbewerbs und des Beschlusses des Crimmitschauer Stadtrats 2003 zur Realisierung eines vorgelegten Museumskonzepts erfolgte kein weiterer Ausbau zu einem vollwertigen Museum. Heute ist die historische Fabrik durch begleitete Führungen zu besichtigen. Kleinere Sonderausstellungen ergänzen das Programm.
Die Tuchfabrik Gebr. Pfau war 2020 Nebenschauplatz der 4. Sächsischen Landesausstellung zum Thema Industriekultur.